# Військово-морські сили Народно-визвольної армії Югославії

Військово-морський прапор ВМС Народно-визвольної армії Югославії

Військово-морські сили Народно-визвольної армії Югославії (серб. Морнарица Народноослободилачке војске Југославије) — підрозділ морських сил Народно-визвольної армії Югославії, утворений 19 вересня 1942. Ці військово-морські сили брали активну участь у Народно-визвольній війні Югославії, ведучи бойові дії в Адріатичному морі і на річках, що протікали по території Югославії. Перша військово-морська одиниця була утворена в Далмації з рибальських човнів 19 вересня 1942 р. Першим командувачем флоту став Велімір Шкорпик, Народний герой Югославії. По ходу війни флот НВАЮ розвивався і до кінця 1943 року являв собою досить потужну силу. Після капітуляції Італії багато італійських суден були захоплені партизанами. 1 березня 1945 флот НВАЮ був офіційно перетворений у Військово-морські сили Соціалістичної Федеративної Республіки Югославія.
До кінця війни у ВМС НВАЮ налічувалося 11 озброєних суден, які офіційно числилися у флотах інших держав, 8 озброєних кораблів кораблів (вони носили ім'я NB або Naoružani brod), 66 (або 51) патрульних катерів (відповідне ім'я PČ або Patrolni čamac), 24 пароплава, 19 рятувальних судна і 159 (або 269) моторних човнів і допоміжних кораблів. Особовий склад налічував 14 тисяч осіб у 9 батальйонах. В ході боїв 65 ворожих суден було захоплено і 70 пошкоджено. Роль югославського флоту багатьма істориками оцінюється скептично, оскільки противниками морських сил югославських партизанів були в основному ВМС Незалежної держави Хорватії, що складалися з трофейних суден Югославії та викуплених у Італії, ті ж ВМС Італії, ослаблені авіанальотами і торпедними атаками союзників і монітори річкових флотилій Німеччини та її сателітів. Водночас партизани відіграли вирішальну роль у вигнанні німецьких і хорватських військ з островів в Адріатичному морі і їх обороні у подальшому.

## Зона бойових дій
Адріатичне море є частиною Середземного моря, розташованого між Балканським і Апенінским півостровами. В Адріатичному морі наявні кілька тисяч островів, які були відмінним укриттям для невеликих суден. Більшість великих островів витягнуті в довжину уздовж узбережжя і розділені вузькими, але глибокими протоками, а берегова лінія порізана (тому на узбережжі Адріатики є багато вузьких і довгих заток). У бухтах у випадку сильних вітрів і ураганів, які зазвичай тривають 3—4 доби, теоретично може сховатися будь-яке судно. З військової точки зору, ці природні умови теоретично були ідеальними для партизанської війни на морі і підходили для завдавання точкових ударів і подальшого розосередження, дії малими бойовими засобами та укриття від контратак сильнішого супротивника.

## Хронологія бойових дій

### 1941
Королівські військово-морські сили Югославії, незважаючи на процес реорганізації в 1930-ті роки, що передбачав зокрема будівництво нових кораблів, були недостатньо потужними. Ударною силою були тільки чотири есмінці і чотири підводні човни. 17 квітня 1941 року практично весь флот Югославії після підписання капітуляції був захоплений італійцями, а територія країни розділена між країнами Осі. Адріатичне узбережжя виявилося майже цілком в руках італійців, лише невелика ділянка залишилася під контролем Незалежної Держави Хорватія. Італійці зайнялися охороною водного району, виділивши невеликі корабельні сили. Італійський каботаж забезпечувався 60 захопленими пароплавами і близько сотнею вітрильно-моторних суден, які здійснили в 1942 році понад 67 тисяч рейсів і перевезено 9,3 млн тонн вантажів.
Після початку Народно-визвольної війни в Югославії на морі почалася незначна активність партизан, що виражалася в постачанні загонам на узбережжі або островах припасів. Кілька кораблів ВМС Італії були атаковані партизанами: ті прагнули перешкодити італійському каботажу, атакуючи судна з берега, а також забезпечити постачання своїх загонів і невеликі десантні і транспортні операції. Незважаючи на невелику кількість операцій, італійці не надавали належного опору. Протягом 44 акцій були атаковані близько 80 кораблів, з них 2 були знищені, а 32 захоплені. Ще 40 суден були обстріляні з суші з кулеметів і мінометів. Екіпажі несли втрати, а кораблі отримували ушкодження.

### 1942
26 липня 1942 року вітрильно-моторне судно «Софія», що перевозило близько 80 жителів острова Малий Іж на примусові роботи було атаковане партизанами. Була повністю перебита охорона, а партизани не тільки звільнили захоплених, але ще й переконали 250 осіб з острова Малий Іж приєднатися до партизанів (група пішла на острів Дугі-Оток). 11 серпня без бою було взято вітрильно-моторне судно «Дукс». Але головним досягненням за рік стало утворення 28 грудня 1942 року в Подгорі першої партизанської морської бази, де з'явився перший морський загін чисельністю 150 чоловік. Там базувалися моторне судно «Партизан» і вітрильне судно «Пионир». 31 грудня 1942 року партизани здійснили рейд, в ході якого в Неретванском протоці було захоплено п'ять італійських кораблів і спалено одне італійське судно, у відповідь на що італійці зробили вже на наступний день напад на базу в Подгоре із застосуванням флоту, авіації і десанту. Партизани втратили два судна, але базу відстояли.

### 1943
У лютому 1943 року італійська авіація потопила патрульний корабель «Партизан», а «Піонір» продовжив бойові дії, атакуючи італійські кораблі. Відповідні дії італійців із залученням сил трьох дивізій проти морських частин НВАЮ закінчилися нічим. Після капітуляції Італії 8 вересня 1943 року партизани почали роззброювати італійські війська і зайняли окуповану італійцями територію. Німці перейшли у рішучий наступ, виступивши 9 вересня о 4 годині ранку силами п'ятьма моторизованих колон у бік узбережжя. Атакам піддалися Задар, Шибеник, Спліт і Дубровник. До вечора німці дісталися до всіх намічених цілей, крім Спліта. Подальший наступ сповільнився, і до січня 1944 року тривало протистояння. У протистоянні німців і партизанів і ті, і інші захищали морські комунікації. Німці здійснювали перевезення з сильною охроною, тому партизани не наважувалися нападати на німецькі конвої через велику перевагу німецьких сил. У разі нападів партизани несли великі втрати. Крім того англо-американські кораблі і авіація бомбардували всі виявлені плавзасоби (і німців, і партизан). Атакувати партизани могли тільки окремими вітрильно-моторними суднами і слабо озброєні пароплавами.
Наказ Верховного головнокомандувача НВАЮ Йосипа Броза Тіто свідчив, щоб всі морські одиниці НВАЮ і кораблі перебазувалися на острів Віс. Були засновані кілька військово-морських відділів, на острові Хвар розмістився 26 жовтня штаб морських сил НВАЮ (раніше морський загін Північно-Далматинського узбережжя і островів). Судна були класифіковані за двома типами: NB (сербохорв. Naoružani brod — озброєне судно) і PČ (сербохорв. Patrolni čamac — патрульний катер). Перші були вітрильно-моторними озброєними рибальськими суднами або пасажирськими пароплавами з водотоннажністю 20-80 т, з невеликими автоматичними гарматами калібру 20 або 40 мм і кулеметами (крім NB-11 Crvena zvijezda з водотоннажністю 150 т і додатковими двома мінометами). Другі були моторними катерами з водотоннажністю 3-30 т, озброєні кулеметами (рідше гарматами). Посильну допомогу партизанам у боротьбі з німцями надавали флот і авіація союзників: контрольована союзниками авіабаза у Фоджі ускладнила бойові дії Крігсмаріне та флоту Незалежної Держави Хорватія.
27 вересня Спліт упав, гарнізон був евакуйований на острови Шолта і Брач. 7 жовтня німці вийшли з Рієки і зайняли територію до Црквеніци. 13 листопада після бомбардування острова Лошинь загони чисельністю 200 осіб з двома танками і 10 бронеавтомобілів почали висадку на Лошинь за підтримки легкого крейсера «Ніобе», одного міноносця і декількох катерів. Основні сили партизан пішли на острів Црес на двох рибальських суднах, але на переході були пошкоджені авіацією і захоплені крейсером. У той же день партизани втратили контроль над островами Црес і Крк, зберігши за собою лише невелику частину далматинського узбережжя.
10 грудня партизани в супроводі корабля PČ-56 Partizan III здійснили висадку на острів Паг, але незабаром його залишили. 20 грудня вони відбили за допомогою артилерії спробу десанту на острів Раб, але після захоплення острова пішли на Дугі-Оток. Вранці 22 грудня німці організували ще одну висадку на партизанські позиції, атакувавши острів Корчула силами 750-го полку 118-й єгерської дивізії, і через два дні партизани залишили острів, втративши всю артилерію. Внаслідок цього партизани вивели частини 4-го і 5-го приморських секторів (Південна Далмація) на острів Віс, залишивши загони на великих островах. На хвилі успіху німці створили управління морськими силами «Південь», куди увійшли захоплені італійські кораблі й судна, побудовані під час війни на Адріатиці, і доставлені з Німеччини бойові одиниці. Ці сили складалися з 9-ї флотилії міноносців (сім колишніх італійських міноносців), 10-ї десантної флотилії (40-50 десантних поромів «Зібель» і танкодесантних барж), транспортної флотилії (60-80 малих суден), флотилії тральщиків (6—8 штук), загону торпедних катерів, флотилію ППО і сторожову флотилію (6-10 суден).

### 1944
20 січня 1944 року Верховний штаб НВАЮ евакуювався на острів Віс і організував його оборону спільно з союзниками. В руках партизанів залишилися Дугі-Оток, Корнати і Ластово (Кварнерскі острови довелося залишити). З острова Віс югослави атакували німців на островах і узбережжі, а ряд конвоїв союзників дісталися до цього острова, встановивши регулярний транспортний зв'язок. З квітня там базувалася 1-я винищувальна югославська ескадрилья, з червня — верховний штаб, а Віс став головною базою ВМС НВАЮ. Вони налічували до літа 10 великих вітрильно-моторних суден, 11 бойових кораблів типу NB, близько 200 малих вітрильно-моторних суден. Проблема полягала в неможливість їх ремонту.
З 19 по 26 квітня партизани провели операцію по захопленню островів Млет і Корчула: Корчульская десантна операція з 22 по 24 квітня закінчилася вигнанням німців з Корчули (400 солдатів убиті, 459 потрапили в полон). Партизани втратили 230 осіб убитими і пораненими, також ними було втрачено судно NB-7 Enare II, яке зіткнулося з NB-8 Kornat і потім було затоплене після авіанальоту люфтваффе. З 9 по 11 травня йшла висадка на острів Шолта, з 31 травня по 5 червня — висадка на острів Брач, причому остання здійснювалася за підтримки американців і британців. Захопити Брач не вдалося: німці втратили в бою 350 убитими і 250 полоненими, партизани і їх союзники — понад 500 убитими і пораненими, а 11 травня німцями було торпедоване госпітальне судно «Marin II» з 65 людьми на борту.
8-й далматинський армійський корпус у вересні 1944 року повинен був підготуватися до того, щоб не дати німецькій групі армій «E», відрізаній у Греції від інших сил, відступити вздовж узбережжя до своїх. Проти 25 тисяч партизанів 8-го корпусу було зосереджено 40 тисяч солдатів супротивника, але 8-й корпус все ж вирішив очистити югославський узбережжя. Десантні операції на острова Корчула, Хвар, Брач, Шолта і півострів Пельєшац закінчилися до 24 вересня (17 вересня з другої спроби був звільнений Брач), а незабаром була очищена від ворожої присутності материкова частина Південної Далмації. Але острів Віс залишався довгий час під загрозою: до кінця року в цьому районі німці завдали кілька ударів. 23 жовтня чотири судна НВАЮ вступили в бій з трьома торпедними катерами біля острова Маун, і єдиний раз у ході війни на Адріатиці німці застосували торпеди безрезультатно. 14 грудня югослави і англійці здійснили рейд на острів Паг, але британці втратили після повернення з рейду есмінець «Олденхем» зі 113 членами екіпажу.
Тільки в листопаді острів Віс опинився в тилу бойових дій, і югослави вибрали своєї нової оперативної базою острів Іст у зовнішній лінії Кварнерських островів. З 20 вересня там базувався штаб 2-го приморського оперативного секта, якому підпорядковувалися п'ять флотилій (4 озброєних кораблі, 20 патрульних катерів і допоміжних суден, з 21 жовтня — також три британських канонерки і два торпедних катери) та десантні сили у розмірі чотирьох батальйонів морської піхоти і ударної групи. Надавали допомогу 2-го приморського корпусу британський флот і авіація. На той момент акваторія Кварнерських островів була нашпигована німецькими мінами.

### 1945
Навесні 1945 року зустріч маршалів І. Б. Тіто (Югославія), Ф. В. Толбухіна (СРСР) і Х. Александера (Велика Британія) в Белграді передбачала участь військової флотилії в завершенні бойових дій на території Югославії. 4 квітня відбулася висадка на острів Паг, 12 квітня — на Раб, 17 квітня — на Крк. У ніч з 28 на 29 квітня 1945 року югославський десант висадився на схід півострова Істрія, заставши зненацька німецьке командування, яке чекало нападу з південного заходу. 5 травня 1945 року війна на морі завершилася входом бойових суден з Кварнерських островів в гавань Трієста.

## Втрати
З моменту капітуляції Італії югославські ВМС знищили три кораблі Німеччини і Хорватії в морському бою, потопили 8 кораблів атаками з берега, захопили 13 в морі і 10 з берега (англійці знищили 72 кораблі і захопили 16; наприкінці війни союзники також потопили три міноносці). Югослави втратили один NB-корабель, п'ять PC-катерів і п'ять інших суден, які захопили німці, по одному NB і PC та ще п'ять суден були торпедовані, по чотири NB і PC і ще дев'ять суден були розбомблені авіацією, один NB і три судна підірвалися на мінах, помилково були знищені союзниками по два NB і PC і 13 інших судів. У зіткненнях загинули два NB і PC і більше 10 малих суден.

## Бойові одиниці

### Озброєні кораблі (NB)[1]
| Бортовий номер і назва | Озброєння | Примітки |
| ---------------------- | --- | --- |
| NB-1 Krava             | 1 × 40-мм, 2 × 20 мм, 1 × 15 мм                                                                                        | Колишній німецький корабель HZ-8, захоплений 20 грудня 1943 біля острова Брач. Потоплений авіацією люфтваффе в Телащицкій затоці 20 березня 1944. |
| NB-2 Koča              | 1 × 40-мм, 2 × 20 мм, 1 × 15 мм (або 2 × 8-мм кулемети)                                                                | Колишній німецький корабель HZ-9, захоплений 20 грудня 1943 біля острова Брач. Торпедований німецькими торпедними катерами S-36 і S-61 в Ластовском каналі 18 березня 1944. |
| NB-3 Jadran            | 1 × 47-мм, 3 × 20 мм, 1x4 12,7-мм кулемети, 2x2 12,7-мм кулемети, 1 × РСЗВ                                             | Колишнє рибальське судно, 5 січня 1944 знищила німецький тральщик Pašman, після війни продовжив роботу як риболовецьке судно. |
| NB-4 Topčider          | 1 × 40-мм, 2 × 20 мм                                                                                                   | Колишнє судно з перевезення вина. Партизанами використовувався як озброєний корабель, в кінці війни переобладнаний в морський шпиталь на 24 людини і перейменований в BB-4 Topčider. З літа 1946 року повернувся до своєї попередньої діяльності. |
| NB-5 Ivan              | 2 × 20 мм, 6 × 8 мм кулемети                                                                                           | Колишній американський мисливець за підводними човнами SC-1. Захоплений партизанами під час спроби італійських солдатів викрасти судно. Потоплений авіацією люфтваффе біля острова Хвар 27 грудня 1943. |
| NB-6 Napredak          | 1 × 40-мм, 2 × 20 мм, 4 × 8-мм кулемети                                                                                | У ніч з 9 по 10 жовтня 1943 брав участь у захопленні риболовецького судна Sveti Nikola, що ніс службу в ВМС Хорватії (число вбитих і поранених солдатів противника склало 30 чоловік). 18 березня 1944 за підтримки NB-1, PČ-2 і PČ-4 захопив німецьке судно KJ. Потоплений авіацією люфтваффе біля острова Корнат 20 березня 1944. |
| NB-7 Enare II          | немає даних | Колишній пором, пізніше риболовецьке судно. 21 квітня 1944 р. біля острова Млет зіткнувся з дружнім NB-8, після авіанальоту люфтваффе затоплений екіпажем. |
| NB-8 Kornat            | 1 × 40 мм, 3 × 20 мм, 3 × 8-мм кулемети                                                                                | Колишнє рибальське судно. У ніч з 1 на 2 червня 1944 брав участь у сутичці з чотирма німецькими катерами S-153, S-155, S-156 і S-157. 28 липня 1944 сів на мілину і спалений екіпажем. |
| NB-9 Biokovac          | 1 × 40 мм, 3 × 20 мм, 3 × 8-мм кулемети                                                                                | Колишній італійський патрульний катер, захоплений партизанами у вересні 1943 року. У ніч з 8 на 9 грудня 1943 за допомогою PČ-54 захопив усташський корабель Jadro. У ніч з 19 на 20 лютого 1944 помилково потоплений британськими есмінцями. |
| NB-10 Sloga            | 1 × 20 мм, 3 × 8-мм кулемети                                                                                           | Колишній транспорт та вантажний корабель. 8 січня 1944 захоплений німцями. Пошкоджений авіацією союзників і довго ремонтувався. У вересні 1944 року після втечі німців з Корчулы затоплений. |
| NB-11 Crvena zvijezda  | 1944: 1 × 40 мм, 1 × 37 мм, 7 × 20 мм, 81-мм міномет і легкий міномет 1945: 2 × 37 мм, 6 × 20 мм, 4 × 12,7-мм кулемети | Колишнє німецьке судно Anton, захоплено 27 (або 30 квітня) 1944 р. біля острова Оліб в затоці Святого Миколи судами PČ-3 і PČ-4. 1 квітня 1945 біля острова Сисак зіткнувся з міною і затонув (загинуло 22 людини). |
| NB-12 Borac            | немає даних | Колишній італійський пором, захоплений союзниками і переданий партизанами у знак вибачення за помилково потоплені кораблі. Після війни під ім'ям Partizan-II патрулював узбережжі півострова Істрія, пізніше переданий рибальському господарству. |
| NB-13 Partizan         | 2 × 40 мм, 3 × 20-мм, 2 × 8-мм                                                                                         | Колишнє рибальське судно. Самий важкоозброєний корабель партизанських ВМС. 9 жовтня 1944 р. біля острова Паг потопив корабель Angelina і захопив корабель Adriana. 24 жовтня 1944 р. біля острова Оліб помилково розбомблений і потоплений союзною авіацією. |
| NB-14 Pionir           | 2 × 40 мм, 1x2 × 20 мм, 2x2 12,7-мм кулемети                                                                           | Колишнє німецьке судно, 14 квітня 1944 розбомблено союзною авіацією. Через 4 місяці піднято з дна партизанами і переобладнаний в озброєний корабель. З 22 по 23 жовтня 1944 р. біля острова Маун вів бій проти німецьких мисливців за підводними човнами UJ-202 і UJ-209, 1 листопада за допомогою британських есмінців HMS Wheatland і HMS Avon Vale знищила німецькі кораблі. Після війни використовувався як вантажний корабель, пізніше списаний і пущено на злам. |
| NB-15                  | 2x2 12,7-мм кулемети                                                                                                   | Колишній німецький десантний корабель KJ-8, потоплений в березні-квітні 1944 року авіацією союзників. 11 серпня 1944 захоплений партизанами, довго ремонтувався і тільки 7 березня 1945 введено в дію. Використовувався пізніше для підготовки морської піхоти, в 1949 році виведений зі складу флоту. |
| NB Partizanka          | 3 × 20-мм, 2 × РСЗВ | Колишня елітна яхта Lala IV, захоплена партизанами. Після війни з корабля зняли зброю і перейменували в Biserka, використовувався в якості допоміжного корабля до 1969. |

### Патрульні катери (PČ)[2]
| Бортовий номер #і назва | Озброєння                                                                | Примітки |
| ----------------------- | ------------------------------------------------------------------------ | --- |
| PČ-1 Jadran             | 2 × 20-мм, 2 × 12,7-мм зенітні кулемети                                  | 3 січня 1944 з PČ-3 атакував пароплав Slavija у Винодольському каналі, з 24 по 25 січня 1944 з тем ж PČ-3 знищив буксир Constante біля острова Олиб (екіпаж здався без бою). |
| PČ-2 Macola             | 40-мм, 2 × 20-мм, 2x2 12,7-мм зенітні кулемети                           | Катером прі допомоги PČ-3 знищені суду Marie Jose #і Harealis (27/28 лютого 1944), Angelina (9 жовтня 1944), обидва у острова Паг; захоплений катер KJ-8 (18 березня 1944 у острова Молат) #і транспорт Felice (29 липня 1944 у острова Ист).                                                     |
| PČ-3 Škampo             | 40-мм, 2 × 20-мм, 2x2 12,7-мм зенітні кулемети                           | 10 і 12 грудня 1943 пошкодив пароплави у Велебите; участвовал з PČ-1 у атаці пароплава Slavija #і нищенні буксира Constante, з PČ-3 у нищенні судів Marie Jose #і Harealis, 27 квітня 1944 з PČ-4 захопив судно Anton у острова Олиб.                                                             |
| PČ-4 Junak              | 2 × 20-мм, 12,7-мм зениітний кулемет, 7,9-мм кулемет                     | 18 березня 1944 з кораблями NB-1, NB-6 #і PČ-2 захопив німецьке судно KJ-8 у острова Молат. 27 квітня 1944 з PČ-3 захопив судно Anton у острова Олиб. 29 липня 1944 з PČ-2 #і PČ-71 захопив вантажне судно Felice у острова Ист.                                                                  |
| PČ-5                    | 8-мм кулемет, два легких кулемета                                        | Потоплений авіацією люфтваффе 23 березня 1944 у Дуги-Отока. |
| PČ-6 Šumar              | 20-мм, 12,7-мм зенітний кулемет                                          | #котрий #Бути німецький штурмовий катер, захоплений у 1944 рокові. 22 липня 1944 з PČ-2 атакував #і пошкодив пароплав Bonn у Маслиняки. |
| PČ-7 Osvetnik           | 20-мм, 12,7-мм кулемет                                                   | Колишній німецький штурмовий катер, захоплений у 1944 році. |
| PČ-8 Udarnik            | 2 × 12,7-мм кулемети, 15-мм кулемет                                      | Колишній німецький штурмовий катер, захоплений у 1944 році. |
| PČ-21 Miran             | 40-мм, 2 × 20-мм, 1x2 12,7-мм кулемет, 2 × 8-мм кулемети, 81-мм міномет  | З PČ-22 брав участь у атаці ворожого судна у Середнім протоці (11 листопада 1943), захваті корабля San Antonio у Сеструне (5—6 квітня 1944), атаці кораблів A-302 #і A-91 у Вргадській протоці (7—8 квітня 1944), захваті кораблів Giuliana #і Emilia у протоці Сильба (22—23 квітня 1944).       |
| PČ-22 Streljko          | 40-мм, 2 × 20-мм, 2 × 8-мм кулемет і 81-мм міномет                       | У одиночку захопив у острова Молат 28 лютого 1944 судно Giuseppe Cesario, а також вів бої у Муртерській протоці проти тральщиків R-15 #і R-16 з 5 по 6 серпня 1944; з PČ-21 брав участь у атаках у Середній #і Вргадській протоках, захопленнях кораблів San Atniono, Guiuliana і Emilia.         |
| PČ-23 Sloga             | 40-мм, 2 × 20-мм, 1x2 12,7-мм кулемет, 2 × 8-мм кулемети і 81-мм міномет | |
| PČ-24 Marjan            | 40-мм, 2 × 20-мм, 2 × 8-мм кулемети і 81-мм міномет                      | З 22 по 23 жовтня 1944 вів за допомоги NB-14 #і PČ-2 бій проти #німецький мисливців за ПЛ UJ-202 #і UJ-208 (#котрий #бути італійські корвети). 27 грудня 1944 потопив німецьке десантне судно біля гавані Святого Петра.                                                                          |
| PČ-25 Sveti Nikola      | немає даних                                                              | Транспортне судно. |
| PČ-26 Zadar             | 20-мм і 2 × 8-мм кулемети                                                | |
| PČ-27 Edison I          | 3 × 20-мм і 2 × 8-мм кулемети                                            | |
| PČ-27 Andjeljko II      | 20-мм                                                                    | 24 лютого 1945 у Шибенике затонув після вибуху боєприпасів |
| PČ-41 Napredak          | 8-мм кулемет                                                             | 20 грудня 1943 при підтримці PČ-42, PČ-43, PČ-53 #і британського MTB-649 біля мису Пелегрин захопили два німецьких корабля. |
| PČ-42                   | 8-мм кулемет                                                             | 20 грудня 1943 при підтримці PČ-41, PČ-43, PČ-53 #і британського MTB-649 біля мису Пелегрин захопили два німецьких корабля. |
| PČ-43 Napred            | 8-мм кулемет                                                             | 20 грудня 1943 при підтримці PČ-41, PČ-42, PČ-53 та британського MTB-649 біля мису Пелегрин захопили два німецьких кораблі. |
| PČ-44 Đurzor            | 8-мм кулемет                                                             | |
| PČ-45 Batoš             | 8-мм кулемет                                                             | |
| PČ-46 Sveti Juraj       | 8-мм кулемет                                                             | 29 серпня 1944 мінометним вогнем з острова Брач потоплений німцями. |
| PČ-47 Sveti Nikola I    | 8-мм кулемет                                                             | 29 серпня 1944 артилерійським вогнем з острова Брач потоплений німцями поблизу мису Кабла (острів Хвар, 1 людина загинув). |
| PČ-48 Sveti-Nikola II   | 8-мм кулемет                                                             | |
| PČ-49 Brač 2            | 8-мм кулемет                                                             | |
| PČ-50 Brač 3            | 8-мм кулемет                                                             | |
| PČ-51 Brač 4            | 2 × 8-мм кулемета                                                        | |
| PČ-52 Brač 5            | 8-мм кулемет                                                             | |
| PČ-53 Zora              | 2 × 20-мм, 1x2 12,7-мм кулемети                                          | 20 грудня 1943 при підтримці PČ-41, PČ-42, PČ-43 #і британського MTB-649 біля мису Пелегрин захопили два німецьких корабля. 5 вересня 1944 у битві при Макарське брав участь у бою з німецьким тральщиком R-12 #і повредил його, хоча югославський екіпажу повідомляв о нищенні німецького судна. |
| PČ-54 Turist            | 20-мм, 2 × 8-мм кулемети та 45-мм міномет                                | З 8 по 9 грудня 1943 за допомогою NB-9 захопив усташський корабель Jadro. |
| PČ-55 Partizan II       | 8-мм кулемет                                                             | |
| PČ-56 Partizan III      | 8-мм кулемет, 7,6-мм легкий кулемет                                      | Базувався у Врбовске (острів Хвар). |
| PČ-57 Pilotina          | 2 × 8-мм кулемета                                                        | |
| PČ-58 Sagena            | 8-мм кулемет                                                             | |
| PČ-59 Lapad             |                                                                          | Колишнє німецьке моторне судно, захоплене партизанами 12 жовтня 1943 поблизу острова Шипан. У ніч з 9 на 10 березня 1944 по помилці торпедований двома британськими катерами. |
| PČ-60 Vjekoslava II     | 8-мм кулемет                                                             | Колишнє німецьке моторне судно, захоплене партизанами 12 жовтня 1943 поблизу острова Шипан. |
| PČ-61 Udar              | немає даних                                                              | У ніч з 5 на 6 листопада 1943 атакував німецький пароплав Sveti-Franjo (8 убитих, 5 поранених). 27 грудня 1943 біля острова Хвар потоплений німецькою авіацією люфтваффе. |
| PČ-62 Ivo               | 8-мм кулемет і легкий кулемет                                            | 27 вересня 1944 захоплений двома або трьома німецькими кораблями. |
| PČ-62 Maus              | нi даних                                                                 | Захоплений у Оребиче після втечі німців. |
| PČ-63 Donec             | 2 × 20-мм                                                                | |
| PČ-64 Neutralni         | 8-мм кулемет                                                             | 24 грудня 1943 у Корчули торпедував німецький десантний корабель. |
| PČ-65 Sveti Nikola III  | 8-мм кулемет                                                             | |
| PČ-66 Proleter          | 8-мм кулемет                                                             | 9 лютого 1944 захоплений у острова Млет трьома німецькими катерами. |
| PČ-67 Kerč              | 8-мм кулемет                                                             | 27 грудня 1943 у острова Хвар потоплений німецькою авіацією. |
| PČ-68 Badija            | 2 × 8-мм кулемета                                                        | |
| PČ-69 Val               | 8-мм кулемет                                                             | |
| PČ-70 Mandina           | 8-мм кулемет                                                             | 22 березня 1944 у Комізе у острова Вис потоплений німецькою авіацією люфтваффе. |
| PČ-71 Sveti Križ        | 8-мм кулемет                                                             | 29 липня 1944 з катерами PČ-2 та PČ-4 захопив у острова Іст корабель Felice. |
| PČ-72 Cimbalo           | 8-мм кулемет і легкий кулемет                                            | |
| PČ-73 Pionir            | 8-мм кулемет                                                             | 15 вересня 1944 у Драшніци потоплений трьома німецькими торпедними катерами. |
| PČ-74 Vesna             | 8-мм кулемет                                                             | |
| PČ-75 Annie I           | 8-мм кулемет і 3 легких кулемета                                         | Відбуксирований з острова Колочеп, 12 вересня 1944 у острова Млет помилково розбомблений союзною авіацією. |
| PČ-76 MC 22             | немає даних                                                              | 31 травня 1944 у Олибе захоплений німецькими штурмовими загонами (троє убиті). |
| PČ-77 Margarita         | 8-мм кулемет                                                             | |
| PČ-78 Mary              |                                                                          | Колишній німецький катер Adler |
| PČ-79                   | 8-мм кулемет                                                             | Колишній німецький а потім хорватський катер KS-5, у ніч з 14 на 15 грудня 1944 угнаний з Рієки. |
| PČ-80                   | 8-мм кулемет                                                             | |
| PČ-81                   | 8-мм кулемет                                                             | |
| PČ-82                   | 8-мм кулемет                                                             | |

## Оцінки діяльності
Вважається, що це була єдина партизанська війна на морі за організацією та засобами. Югославські історики відзначають два основних моменти війни: організацію військової флотилії Народно-визвольної армії Югославії і початок оборони острова Віс спільно з союзниками. Створення бази на острові Віс дозволило партизанами менше залежати від дій на суші, хоча і до цього НВАЮ виводила з-під удару основні сили приморських загонів перед атаками німців та італійців. Діапазон дій партизанського флоту розширився після початку постачань від союзників. Історик В. Василевич зазначив, війна на Адріатиці стала переконливим прикладом у сфері співвідношення «людина-техніка», оскільки партизани зуміли досягти успіху за допомогою підручних засобів.